# Diocèse de Stavanger
 (mars 2023).
Si vous disposez d'ouvrages ou d'articles de référence ou si vous connaissez des sites web de qualité traitant du thème abordé ici, merci de compléter l'article en donnant les références utiles à sa vérifiabilité et en les liant à la section « Notes et références ».
Le diocèse de Stavanger est l'un des onze diocèses que compte actuellement l'Église de Norvège qui est de confession luthérienne.
Son territoire s'étend sur l'ensemble du Comté de Rogaland et son siège se trouve à la Cathédrale de Kristiansand. L'évêque diocésien est actuellement[Quand ?] Erling Johan Pettersen.